# Tennisstadion am Rothenbaum
Das Tennisstadion am Rothenbaum ist Teil einer Sportanlage des Vereins „Der Club an der Alster“ in Hamburg. Es liegt an der Hallerstraße, die die Stadtteile Harvestehude (nördlich) und Rotherbaum (südlich) trennt. In unmittelbarer Nähe liegt südlich der ehemalige „Sportplatz am Rothenbaum“, auf dem der Hamburger SV von 1919 bis 1992 seine Fußballspiele austrug und der heutzutage mit Wohn- und Bürogebäuden bebaut ist.

## Tennisstadion oder Center Court
Der Club an der Alster betrieb in den 1950er Jahren 12 Tennisplätze, wovon 4 Plätze mit Tribünen unterschiedlicher Kapazität versehen waren. Der heute als „Tennisstadion“ oder „Center Court“ und früher als „Medenplatz“ bezeichnete Platz lag ca. 2 m tiefer als die übrigen. An zwei Längs- und einer Querseite waren mit Stufen versehene Erdwälle aufgeschüttet. Während der Turniere wurden zusätzliche Zuschauerplätze gebaut. Im Laufe der Jahre wurden die festen Tribünenkapazitäten stetig erweitert. Zu Beginn der 60er Jahre wurde auf der kurzen, nördlichen Seite des Center Courts, die noch ohne Zuschauerplätze war, eine Tribüne errichtet. Anfang der 80er wurden unterhalb der westlichen Tribünenseite Räumlichkeiten für Gastronomie, Verwaltung und Umkleiden gebaut. Bis zu diesem Zeitpunkt hatten während der Meisterschaften die Turnierteilnehmer das Clubhaus genutzt. Ende der 80er Jahre war die Kapazität auf 10.000 Zuschauer erweitert worden. Gleichzeitig wurden neue Verwaltungsräumlichkeiten geschaffen, weshalb der Deutsche Tennis-Bund seinen Sitz nach Hamburg verlegte. Im oberen Bereich wurde ein großer Gastronomiebereich geschaffen. Dusch- und Umkleidebereiche wurden geschaffen.
1997 erhielt das Stadion eine Dachkonstruktion durch das Büro des Architekten Peter P. Schweger, die sowohl Schutz bot als auch den Charakter einer Freiluftveranstaltung gewährleistete, dabei wurde das Stadion auf 13.200 Plätzen vergrößert. Diese Konstruktion wurde im Jahr 2019 durch die Firma Alfred Rein Ingenieure GmbH instand gesetzt.

### Umbaupläne und Renovierungen (2018 bis 2020)
Von 2018 bis 2022 waren große Umbaumaßnahmen im Stadion und eine Modernisierung der gesamten Anlage geplant. Dabei sollte auch das aktuelle Stadion abgerissen und ein neueres, mit 7500 Sitzplätzen deutlich kleineres gebaut werden. Die am Bau beteiligten Parteien konnten sich aber nicht auf ein gemeinsames Verfahren einigen, so dass vorerst das Stadion unverändert blieb.
Im Januar 2019 wurde beschlossen, die Anlage für zehn Millionen Euro zu renovieren. Als erster Schritt wurde das marode Dach des Hauptplatzes erneuert sowie die Sitzbänke auf den Nebenplätzen saniert. Diese Arbeiten wurden im Juni desselben Jahres beendet. Nach dem Tennisturnier 2019 wurde die Zuschauerkapazität des Center Courts von etwa 13.200 auf rund 10.000 Plätze gesenkt.
Am 3. September 2020 wurde der renovierte Center Court offiziell durch Sportsenator Andy Grote (SPD) wiedereröffnet. Neben der neuen Dachmembran mit 3000 m² und der ausgetauschten Bestuhlung wurden die Außenanlagen, die Umkleidekabinen und die Sanitärbereiche renoviert. Die Kosten der Umbauten trugen der Unternehmer Alexander Otto (acht Mio. Euro) sowie jeweils eine Mio. Euro die Stadt Hamburg und der DTB.

### Anderweitige Nutzung
- Beachvolleyball: 2017 und 2018 fand das Finale der FIVB World Tour im Stadion am Rothenbaum statt. Vom 28. Juni bis 7. Juli 2019 wurde die Beachvolleyball-Weltmeisterschaft auf der Anlage ausgetragen. Vom 21. bis 25. August 2024 wurde hier das Pro Tour Elite16 Turnierausgetragen.
- Schwimmen: Im August 2006 wurde auf dem Center Court ein 25 m langes Becken installiert und ein Schwimmwettbewerb durchgeführt.[11]
- Konzert: Luciano Pavarotti gab im August 2004 ein Konzert.[12]

## Turnierveranstalter
Auf der Anlage wurden mit Ausnahme der Kriegs- und Nachkriegsjahre 1914–1919 und 1940–1947 durchgehend Tennisturniere ausgetragen. Im Jahr 1978 wurden die 72. Internationalen Tennismeisterschaften von Deutschland als letztes Turnier von der Hamburger Tennis-Gilde veranstaltet. Sie löste sich im Jahr 1979 auf. Für die nächsten 10 Jahre war der Hamburger Tennis-Verband unter der Direktion von Heinz Brenner für die Durchführung der Turniere zuständig, anschließend der Deutsche Tennis Bund. Michael Stich war von 2009 bis 2018 als Veranstalter verantwortlich.
Der Deutsche Tennis Bund vergab im Oktober 2022 die Herrenturniere für 5 Jahre ab 2024 an die belgische Agentur Tennium von Kristoff Puelinckx. Die Lizenz für die Damenturnier verblieb bei der österreichischen Agentur MatchMaker von Sandra und Peter-Michael Reichel, die als Nachfolger von Michael Stich seit 2019 die Turniere veranstaltet.

### Hamburger Tennis-Gilde
Ein Jahr nach Fertigstellung der Tennisplätze am Rothenbaum wurde der „Eisbahn-Verein auf der Uhlenhorst“ gegründet. Dort wurden im August 1892 die ersten „Meisterschaften von Deutschland“ ausgetragen. Beide Eisbahn-Vereine veranstalteten in der Folgezeit eigene Turniere. Um die Fortsetzung einer wenig erfolgversprechenden Konkurrenz zu verhindern, konstituierte sich im Januar 1902 die „Hamburger Lawn-Tennis-Gilde“ als Veranstalter von Tennisturnieren. Zum ersten Vorsitzenden wurde deren Initiator Carl August von der Meden (für den „Eisbahn-Verein auf der Uhlenhorst“), zum Stellvertreter Carl Maas (für den „Eisbahn-Verein vor dem Dammthor“), zum Schriftführer Friedrich Adolf Traun und weitere gewählt. Mutmaßlich wechselte der Posten des 1. Vorsitzenden zwischen Maas und von der Meden bis zu dessen Tod 1911 jährlich.
Ab 8. August 1902 wurden die Meisterschaften zum ersten Mal unter der Führung der „Hamburger Lawn-Tennis Gilde“ auf der Anlage des „Eisbahn-Vereins auf der Uhlenhorst“ ausgespielt. In den Folgejahren wurden die Meisterschaften im jährlichen Wechsel der Eisbahn-Vereine ausgetragen. Da die Vereinsgebäude des „Eisbahn-Vereins auf der Uhlenhorst“ nicht mehr in „zeitgemäßem“ Zustand waren, wurde ab 1912 nur noch auf den Plätzen des „Eisbahn-Vereins vor dem Dammthor“ gespielt. Das für 1914 angesetzte Turnier auf der Uhlenhorst wurde wegen des Ausbruchs des Ersten Weltkrieges abgesagt.

## Geschichte der Anlage

### Eisbahn-Verein vor dem Dammthor
Im Juni 1886 beantragten Pöseldorfer Kaufleute den Bau einer Eisbahn (Spritzeisbahn) auf der Hälfte der Fläche der Wiesen zwischen dem Schultzweg (heute Hansastraße), Mittelweg und Eppendorfer Chaussee (heute Rothenbaumchaussee). Im November wurde mit dem Bau begonnen. Ab Anfang Mai 1887 konnte „Lawn-Tennis“ und „Crocket“ gespielt werden. Betreiber der Eisbahn (im Winter) und der Tennisplätze (im Sommer) war der „Eisbahn-Verein vor dem Dammthor“. Die Nutzung der Anlage konnte durch den Erwerb eines jährlichen Abonnements erfolgen.
Mit Anzeigen in den Hamburger Tageszeitungen wurde im Winter auf die Zeiten zum Eislaufen aufmerksam gemacht. Da in Hamburg und Altona mehrere Flächen und Eisbahnvereine um die Gunst der Schlittschuhläufer konkurrierten, wurde an einigen Tagen mit besonderen Veranstaltungen wie Feuerwerk und Musik, die von einer Kapelle gespielt wurde, geworben.
Im Juni 1929 wurde das Gelände an der Seite der Rothenbaumchaussee für den Eingang „Hansastraße“ des U-Bahnhofes Hallerstraße zurückverlegt. Ein Jahr später auf der ganzen Länge, als der Bau einer Tankstelle Rothenbaumchaussee/ Ecke Hansastraße genehmigt wurde.
Ab 1915 bis zu dessen Auflösung 1933 war der Rechtsanwalt Gerhard Weber im Vorstand des Eisbahn-Vereins vor dem Dammthor tätig, viele Jahre als 1. Vorsitzender.

#### Tennisplätze
Zusätzlich zur Fläche für eine Spritzeisbahn wurden zwei Reihen mit je sechs nebeneinanderliegenden Tennisplätzen errichtet, deren Lage über Jahrzehnte kaum verändert wurde. Für ein erstes Tennisturnier vom 29. bis 31. Mai 1891 auf der Anlage wurde mit einer Anzeige in den Hamburger Nachrichten geworben. Im Mai 1894 fand das Pöseldorfer Lawn Tennis-Turnier statt. Während eines Turnieres im September 1896 wurde die Damenkonkurrenz abgesagt, weil eine Kontrahentin fehlte. Im September 1898 veranstaltete der „Pöseldorfer Tennis-Verein“ aus Anlass seines 10-jährigen Bestehens ein Turnier für Vereinsmannschaften mit dem „Uhlenhorster Tennis-Verein“ und dem „Harvestehuder Lawn-Tennis-Club“ auf dem Plätzen des Eisbahn-Vereins. Im Jahr 1906 sollen den Abonnenten 29 Tennisplätze zum Spielen zur Verfügung gestanden haben.

#### Hockeyplatz
1903 wurde ein Hockeyplatz angelegt, der dem „Harvestehuder Hockey-Club“ zur Verfügung stand. Nach der Fusion mit dem „Harvestehuder Lawn-Tennis-Club“ zum Harvestehuder Tennis- und Hockey-Club (HTHC) wurde ab 1920 am Voßberg Hockey gespielt. Der Hockeyplatz wurde mutmaßlich den Mannschaften des Club an der Alster als Trainingsplatz überlassen.

#### Laufstrecke (400 m)
Um die Tennisplätze herum wurde eine ca. 400-Meter lange „Rennbahn“ speziell für Laufwettbewerbe angelegt. In Hamburg wurden bereits seit 1880 derartige Wettkämpfe u. a. vom „Hamburger Sport-Club“ veranstaltet und auf den Pferderennbahnen in Horn und Bahrenfeld ausgetragen. Wenige Tage nach Eröffnung der Anlage veranstaltete der „Harvestehuder Sport-Club“ am 15. Mai 1887 die ersten Laufwettbewerbe, u. a. über 3000 m, 1610 m (eine englische Meile), 1000 m, 100 m und 150 m. In den Folgejahren fanden bis zu drei Leichtathletikveranstaltungen pro Jahr statt. Da sich noch kein nationaler Verband gegründet hatte, wurden die Wettbewerbe am 13. August 1893 über 100 Yards und über 1609 m, und „ein großes Herbst-Rennen für Herrenläufer“ am 30. September 1895 über 100 Yards und 1609 m als nationale Meisterschaften angekündigt oder ausgeschrieben, aber nicht anerkannt. Bis 1918 lassen sich zahlreiche leichtathletische Wettbewerbe auf dieser Bahn nachweisen.

##### Erste deutsche Leichtathletik-Meisterschaften
Am 25. September 1898 wurden die ersten deutschen Meisterschaften im 1500- und 200-m-Lauf auf der „Rennbahn“ im Rahmen eines internationalen Sportfestes des „Harvestehuder Sport-Clubs“ und des „Hamburger Fussball-Clubs von 1888“ ausgetragen. Erster Deutscher Meister über 1500 m wurde Franz Duhne und über 200 m Paul Fischer. Weitere Deutsche Meisterschaften auf dieser „Rennbahn“ wurden in den Jahren 1900, 1901, 1902 und 1903 ausgetragen.

#### Vereinshaus
Das Vereinshaus des „Eisbahn-Vereins vor dem Dammthor“ wurde vor 1890 von dem Architekten Thielen errichtet. 1903 wurde das Vereinshaus um eine Herren-Garderobe, Schlittschuhschuppen und Arbeits- und Lagerräume und 1906 um einen Garderobenraum für Damen erweitert. Zusätzlich wurden ein Restaurant und ein Klubzimmer gebaut, das dem „Harvestehuder Lawn-Tennis-Club“ zur Verfügung stand. und ein bestehendes Vorstandszimmer vergrößert.

### Der Club an der Alster
Im Oktober 1933 löste sich der zwischenzeitlich umbenannte „Tennis- und Eisbahn-Verein vor dem Dammtor“ auf. „Der Club an der Alster“ pachtete das Gelände unter Übernahme aller Verbindlichkeiten und mit der Auflage, einmal pro Jahr für ein Tennisturnier den Veranstaltern das Gelände zu überlassen.

## Galerie

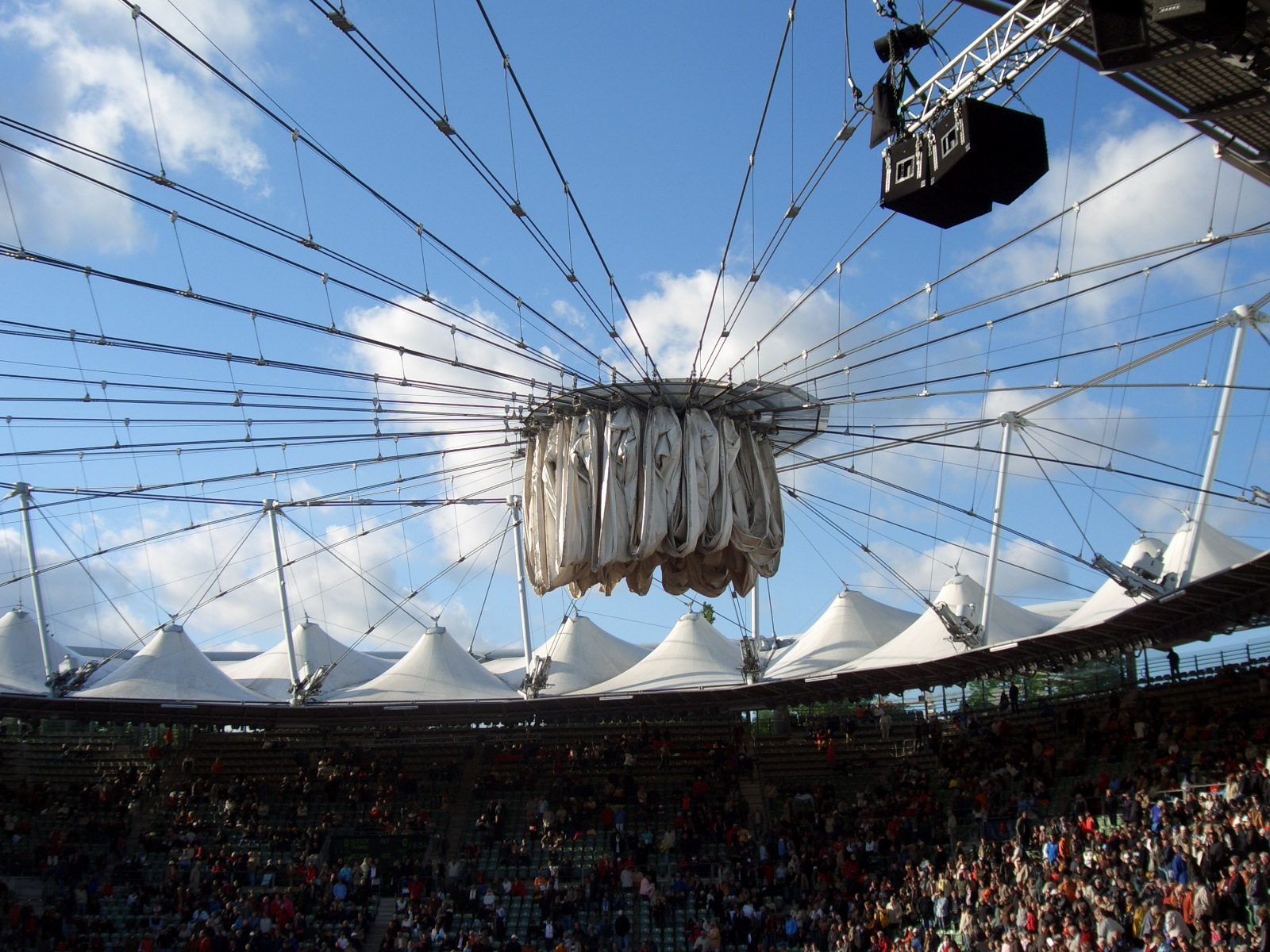
Die Dachkonstruktion (2007)
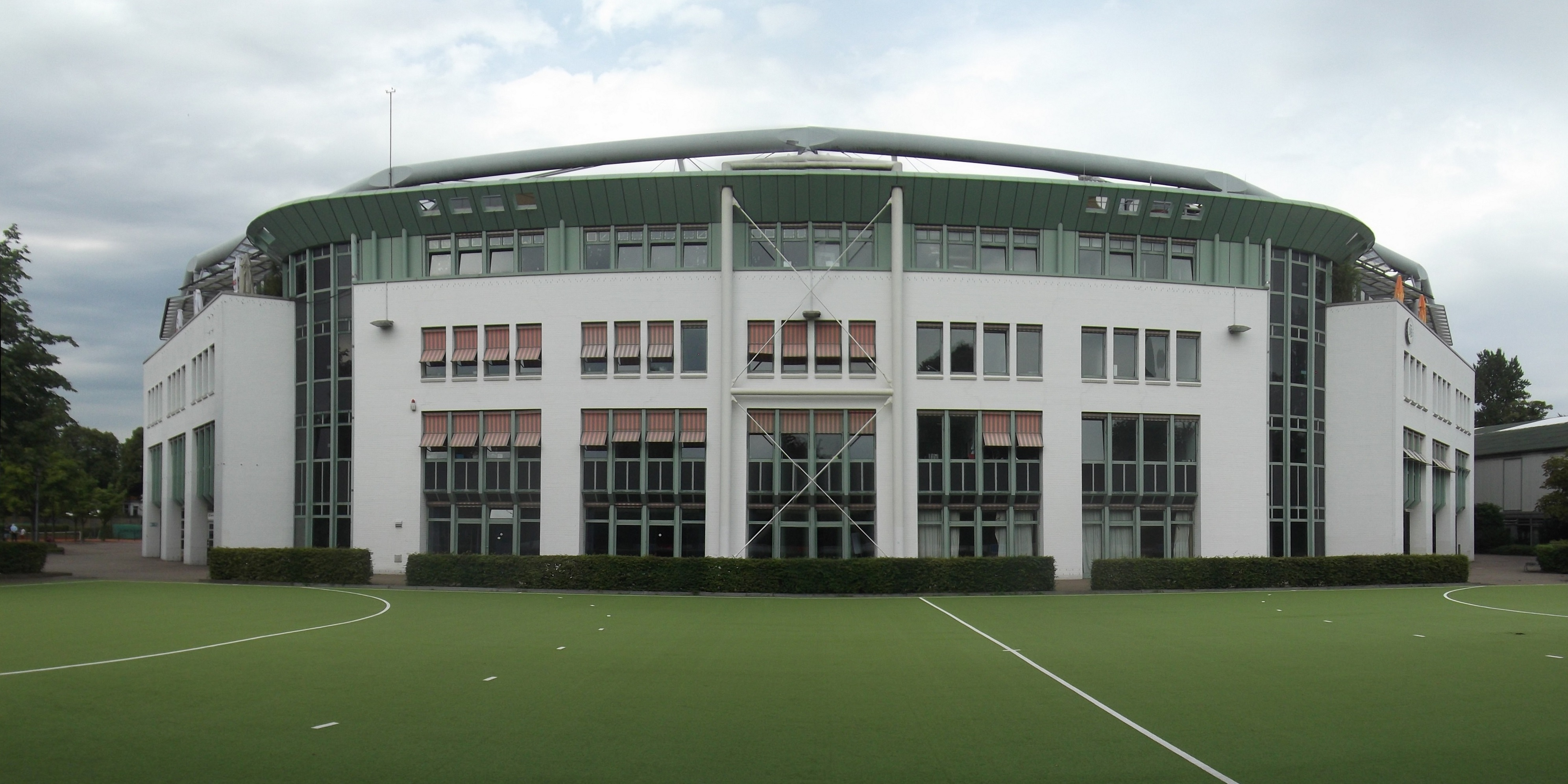
Fassade des Stadions (2015)
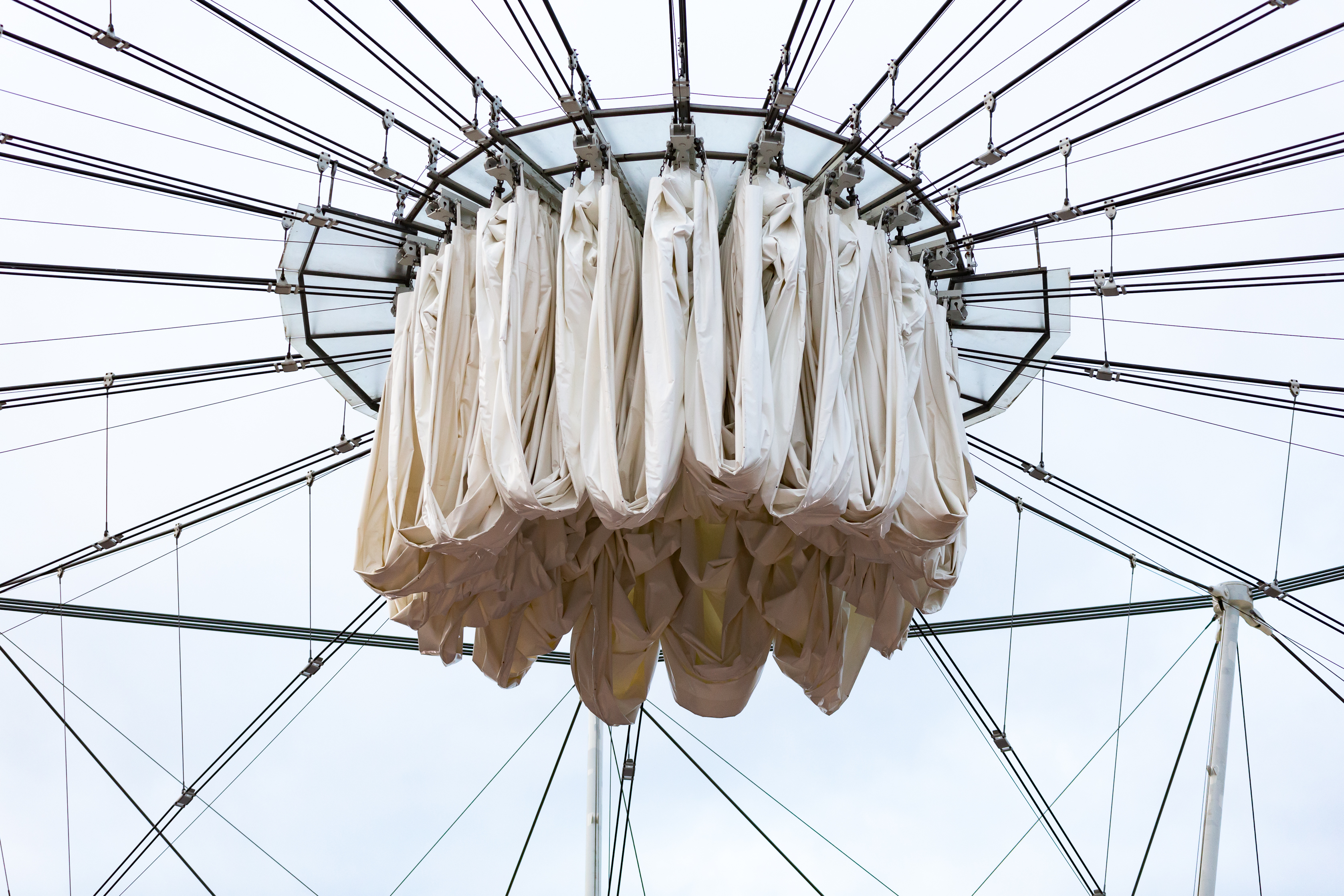
Die Membran des geöffneten Dachs (2019)